# 异巴西红厚壳素
异巴西红厚壳素是一种呫吨酮类化合物，分子式C18H14O6，存在于地耳草（Hypericum japonicum）等植物中。